# Svenska teaterkritikers förening
Svenska teaterkritikers förening  är en intresseförening för Sveriges yrkesverksamma scenkonstkritiker, som ingår i den internationella organisationen The International Association of Theatre Critics (grundad i Paris 1926). 
Sedan 1956 delar föreningen årligen ut priser för bästa prestationer inom scenkonstområdet: Teaterpriset (sedan 1956), Barn- och ungdomsteaterpriset (sedan 1985), Danspriset (sedan 2005), dessutom ett Hederspris. Priserna består, utöver äran, av en litografi signerad Gunilla Palmstierna-Weiss till teaterpristagarna, och för danspriset ett tryck med en dansteckning av tecknaren Brit Swedberg. Föreningen delar även ut ett stipendium till unga, lovande teaterkritiker: Hooglandstipendiet.

## Teaterprisets mottagare
- 1955 – Olof Molander
- 1956 – Inga Tidblad
- 1957 – Lars Hanson
- 1958 – Alf Sjöberg
- 1959 – Ingmar Bergman
- 1960 – Gun Arvidsson
- 1961 – Karl Gerhard
- 1962 – Gunn Wållgren
- 1963 – Georg Rydeberg
- 1964 – Berta Hall
- 1965 – Margaretha Krook
- 1966 – Holger Löwenadler
- 1967 – Jan-Olof Strandberg
- 1968 – Kent Andersson
- 1969 – Ernst-Hugo Järegård
- 1970 – Ernst Günther
- 1971 – Allan Edwall
- 1972 – Lena Nyman
- 1973 – Gunilla Palmstierna-Weiss
- 1974 – Lennart Hjulström
- 1975 – Keve Hjelm
- 1976 – Nils Poppe
- 1977 – Ulla Sjöblom
- 1978 – Per Verner-Carlsson
- 1979 – Skånska teatern
- 1980 – Gun Jönsson
- 1981 – Angereds teater
- 1982 – Peter Weiss
- 1983 – Suzanne Osten
- 1984 – Lars Norén
- 1985 – Göran O. Eriksson
- 1986 – Arne Andersson
- 1987 – Sören Brunes
- 1988 – Staffan Göthe
- 1989 – Anita Björk
- 1990 – Lars Rudolfsson
- 1991 – Radioteatern
- 1992 – Helge Skoog
- 1993 – Mats Ek
- 1994 – Staffan Valdemar Holm
- 1995 – Erland Josephson
- 1996 – Jane Friedmann
- 1997 – Tyst teater
- 1998 – Ensemblen i Personkrets 3:1
- 1999 – Kristina Lugn
- 2000 – Henric Holmberg
- 2001 – Birgitta Englin
- 2002 – Ann Petrén
- 2003 – Åsa Kalmér
- 2004 – Ensemblen i Prinsessdramer
- 2005 – Birgitta Egerbladh
- 2006 – Farnaz Arbabi
- 2007 – Backa Teaters Brott och Straff-projekt
- 2008 – Gunilla Röör
- 2009 – Uppsala stadsteater
- 2010 – Mellika Melani
- 2011 – Carin Mannheimer
- 2012 – Anna Pettersson
- 2013 – Teater Galeasen
- 2014 – Alexander Mørk-Eidem
- 2015 – Den fjättrade Prometheus
- 2016 – Tilde Björfors och Cirkus Cirkör
- 2017 – Galeasens "Hamlet" av Jens Ohlin och Hannes Meidal
- 2018 – Erik Holmström
- 2019 – Livia Millhagen[1]
- 2020 – Ellen Ruge
- 2021 – Scenkonstkompaniet Lumor
- 2022 – Lindy Larsson[2]
- 2023 – Sandra Huldt
- 2024 – Anna Vnuk

## Barn- och ungdomsteaterprisets mottagare
- 1984 – Backa teater
- 1985 – Staffan Westerberg
- 1986 – Orionteatern
- 1987 – Byteatern
- 1988 – Börje Lindström
- 1989 – Finn Poulsen
- 1990 – Teater UNO
- 1991 – Lena Fridell
- 1992 – Jordcirkus
- 1993 – Ika Nord
- 1994 – Västanå teater
- 1995 – Mia Törnqvist
- 1996 – Lars-Eric Brossner
- 1997 – Thomas Tidholm
- 1998 – Birgitta Egerbladh
- 1999 – Älvsborgsteatern
- 2000 – Folkteatern i Göteborg — En trappa ner
- 2001 – Jonna Nordenskiöld
- 2002 – Pantomimteatern
- 2003 – Unga Riksteatern
- 2004 – Måns Lagerlöf
- 2005 – Sofia Fredén
- 2006 – Siri Hamari
- 2007 – Dockteatern Tittut
- 2008 – Vems lilla mössa flyger, Orionteatern
- 2009 – Lille Kung Mattias, Backa teater
- 2010 – Anna Vnuk
- 2011 – Martina Montelius
- 2012 – Carolina Frände
- 2013 – Masthuggsteatern
- 2014 – Agneta Ehrensvärd
- 2015 – Min mamma är en drake
- 2016 – Papper – En ordlös saga om livet
- 2017 – En annan värld på Malmö stadsteater
- 2018 – När då då
- 2019 – Peter och Janne gör slut[1]
- 2020 – Märta Fallenius
- 2021 – Pianofavoriter, Norrdans
- 2022 – Brinn, Unga Klara[2]
- 2023 – Oxytocin, Backa teater
- 2024 – Avig, Tubo & Co

## Dansprisets mottagare
- 2004 – Örjan Andersson
- 2005 – Gun Lund
- 2006 – Cecilia Roos
- 2007 – Mats Ek
- 2008 – Kenneth Kvarnström
- 2009 – Virpi Pahkinen
- 2010 – Dansmuseet
- 2011 – Helena Franzén
- 2012 – Veera Suvalo Grimberg
- 2013 – Jefta van Dinther
- 2014 – Claire Parsons
- 2015 – Jeanette Langert
- 2016 – Malin Hellkvist Sellén
- 2017 – Göteborgsoperans danskompani
- 2018 – Fredrik ”Benke” Rydman
- 2019 – Alexander Ekman[1]
- 2020 – Norrdans
- 2021 – Ana Laguna
- 2022 – Mari Carrasco[2]
- 2023 – Zebradans
- 2024 – Gunilla Heilborn

## Mottagare av Hederspris
- 1998 – Sif Ruud
- 2010 – Staffan Westerberg
- 2019 – Yvonne Lombard och Meta Velander[3]